# Cinnamomum loureiroi
Cinnamomum loureiroi é uma espécie de pequenas árvores perenifólias da família Lauraceae nativa da Indochina. A espécie é cultivada para produção de canela produzindo uma variedade de especiaria comercializada sob o nome de canela-de-saigão. O epíteto específico homenageia o botânico João de Loureiro.

## Taxonomia
A espécie Cinnamomum loureiroi foi descrita por Christian Gottfried Daniel Nees von Esenbeck.